# Unidad de Información Financiera
La Unidad de Información Financiera (UIF) es el organismo estatal argentino encargado del análisis, el tratamiento y la transmisión de información a los efectos de prevenir e impedir el lavado de activos provenientes de una serie de delitos graves.

## Historia
La Ley N.º 25.246 de encubrimiento y lavado de activos de origen delictivo, sancionada por el Congreso de la Nación el 13 de abril de 2000 y promulgada por el Poder Ejecutivo el 5 de mayo del mismo año (Decreto 370/00), crea en el plano preventivo la Unidad de Información Financiera, encomendándole el análisis, el tratamiento y la transmisión de información a los efectos de prevenir e impedir el lavado de activos provenientes de una serie de delitos graves.
Por medio de la Ley N.º 26.268 sobre asociaciones ilícitas terroristas y financiación del terrorismo, sancionada por el Congreso de la Nación el 13 de junio de 2007 y promulgada de hecho por el Poder Ejecutivo Nacional el 4 de julio del mismo año, se modificó la Ley 25.246, extendiendo el mandato de la Unidad de Información Financiera al análisis de operaciones sospechosas de financiamiento del terrorismo.
La UIF funciona con autonomía y autarquía financiera. Hasta el 26 de mayo de 2016 lo hizo en jurisdicción del Ministerio de Justicia y Derechos Humanos de la Nación. (Artículo 5° de la Ley N° 25.246). En 2016 la UIF elevó el umbral a partir del cual comenzó a controlar posible lavado de dinero. A través de una resolución, modificó los valores mínimos de operaciones que deben ser informadas a la oficina antilavado, que desde 2016 depende del Ministerio de Hacienda. (Art. 92, inc. c de la Ley 27260)

## Nómina de Presidentes
| N.º | Presidente/a UIF      | Período                                           | Presidente/a de la Nación                                               |
| --- | --------------------- | ------------------------------------------------- | ----------------------------------------------------------------------- |
| 1   | Alicia López          | 1 de diciembre de 2001 - 19 de agosto de 2006     | Fernando de la Rúa Adolfo Rodríguez Saá Eduardo Duhalde Néstor Kirchner |
| 2   | Alberto Rabinstein    | 19 de agosto de 2006 - 27 de diciembre de 2006    | Néstor Kirchner                                                         |
| 3   | Rosa Catalina Falduto | 27 de diciembre de 2006 - 13 de enero de 2010     | Néstor Kirchner Cristina Fernández de Kirchner                          |
| 4   | José Sbatella         | 13 de enero de 2010 - 10 de diciembre de 2015     | Cristina Fernández de Kirchner                                          |
| 5   | Mariano Federici      | 10 de diciembre de 2015 - 10 de diciembre de 2019 | Mauricio Macri                                                          |
| 6   | Carlos Alberto Cruz   | 22 de enero de 2020 - 6 de diciembre de 2021      | Alberto Fernández                                                       |
| 7   | Juan Carlos Otero     | 7 de diciembre de 2021 - 10 de diciembre de 2023  | Alberto Fernández                                                       |
| 8   | Ignacio Yacobucci     | 16 de febrero de 2024 - 28 de enero de 2025       | Javier Milei                                                            |
| 9   | Paulo Starc           | 28 de enero de 2025 - en el cargo                 | Javier Milei                                                            |